# Ambasadori
Ambasadori waren eine jugoslawische Pop-Band aus Sarajevo, heute Bosnien und Herzegowina.

## Werdegang
Mitglieder der Gruppe waren unter anderem auch Hari-Mata-Hari-Frontmann Hajrudin Varešanović und der bosnisch-serbische Sänger Zdravko Čolić.
Die Formation, die 1968 gegründet wurde, vertrat das ehemalige Jugoslawien beim Eurovision Song Contest 1976 in Den Haag mit dem Lied Ne mogu skriti svoj bol, zu Deutsch: Ich kann meinen Schmerz nicht verbergen. Das Lied erreichte nur den vorletzten (17.) Platz.
Die Band war bis 1981 aktiv.